# Tondo (pittura)

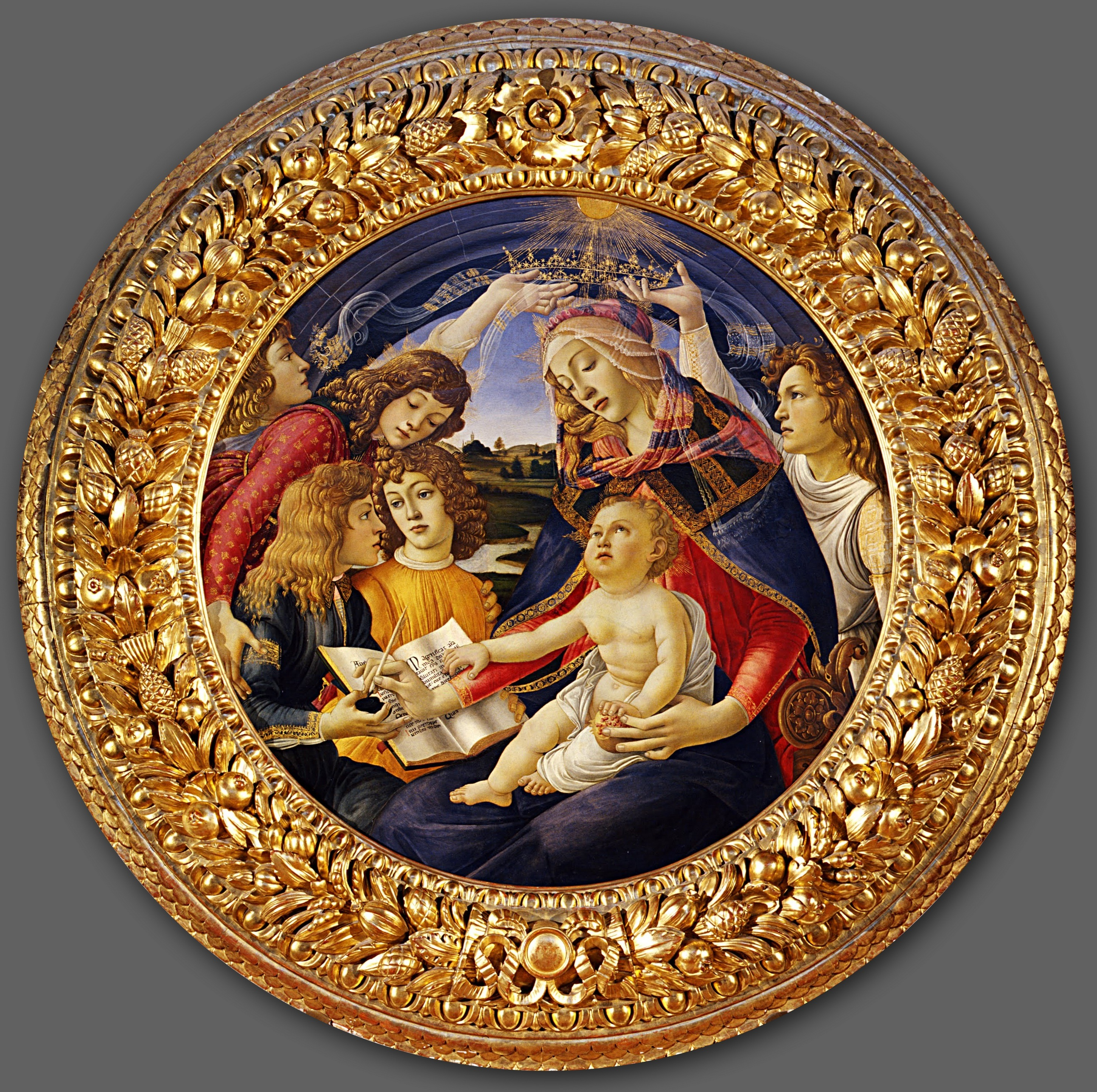
Madonna del Magnificat di Botticelli.

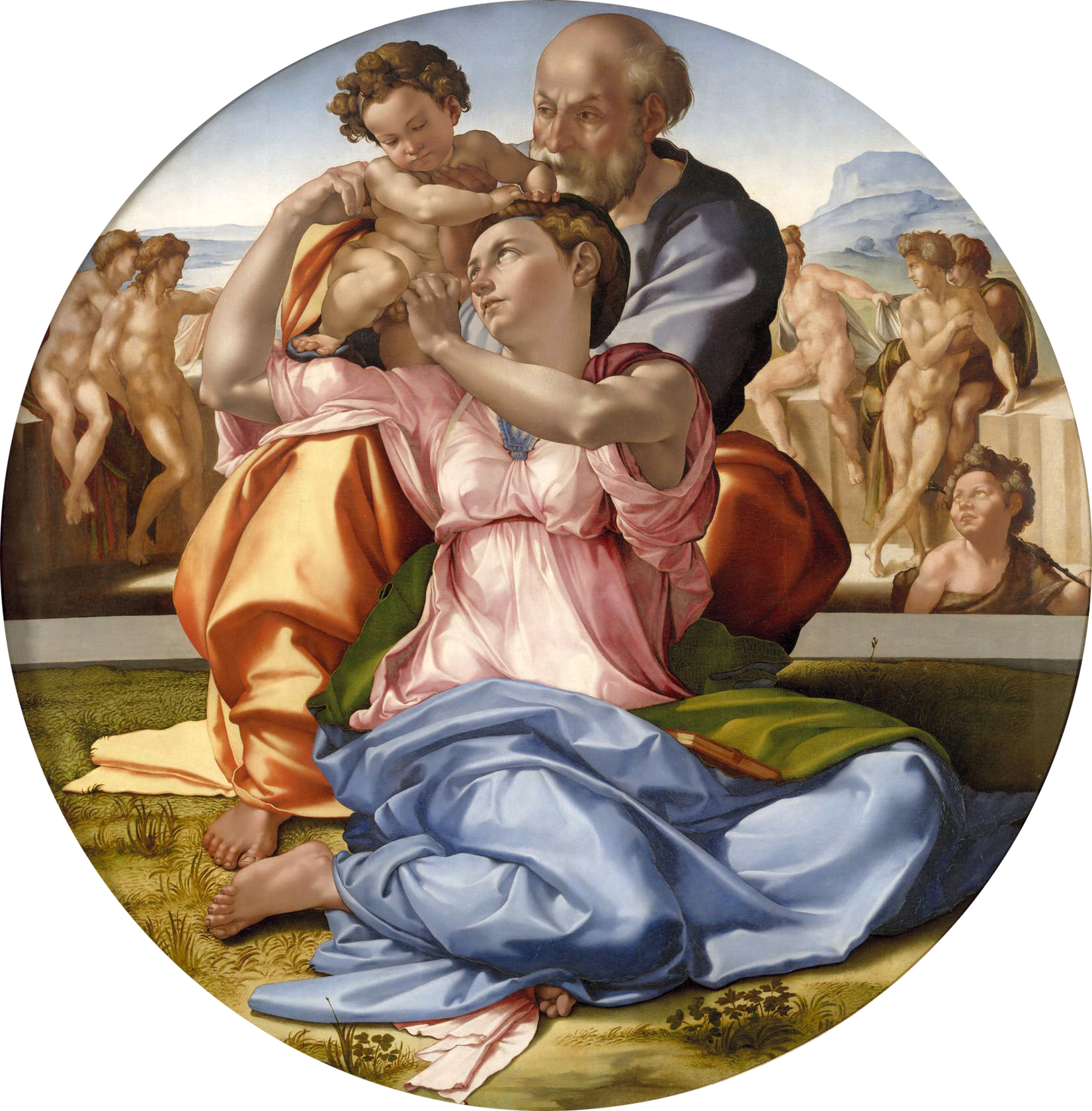
Tondo Doni di Michelangelo

Il tondo (tondi al plurale) è un'opera d'arte, costituita da un bassorilievo o da un dipinto, realizzato su un supporto di formato rotondo o all'interno di un disco, e non in un rettangolo come formato più comune. Il termine deriva dall'aferesi della parola rotondo.

## Storia
Dei tondi vennero creati fin dall'antichità, come testimoniato dal Tondo severiano, ma fu durante il Rinascimento che conobbero il culmine della loro popolarità, particolarmente ad opera dei pittori italiani che li reintrodussero, riscoprendo in particolare l'imago clipeata dell'antica Roma:
- l'Adorazione dei Magi detta Tondo Cook del Beato Angelico o di Filippo Lippi (1440-1460);
- la Madonna del Magnificat di Sandro Botticelli;
- la Madonna col Bambino e san Giovannino di Francesco Botticini;
- le Tondo Doni di Michelangelo.

Il desco da parto, più utilitario (regalo per il primogenito), è dipinto su entrambe le facce.

## Simbologia
Il cerchio, la sfera e il disco simboleggiano l'idea di perfezione (vedi quadratura del cerchio).

## Impiego
Collocato sul soffitto, il "tondo" è spesso usato in associazione con tipi allegorici di pittura chiamati Apoteosi, che servono a deificare i potenti rappresentandoli nell'aria. Queste sono quindi decorazioni del soffitto, come degli affreschi, e non più tavole rotonde.
Queste forme e supporti (in legno) vennero ampiamente utilizzati nel Rinascimento italiano per il "desco da parto", offerti alla madre in occasione della nascita del suo primogenito.
Vennero dipinti da grandi pittori su entrambi i lati, usando temi mitologici, simbolici, religiosi o laici.

## Esempi

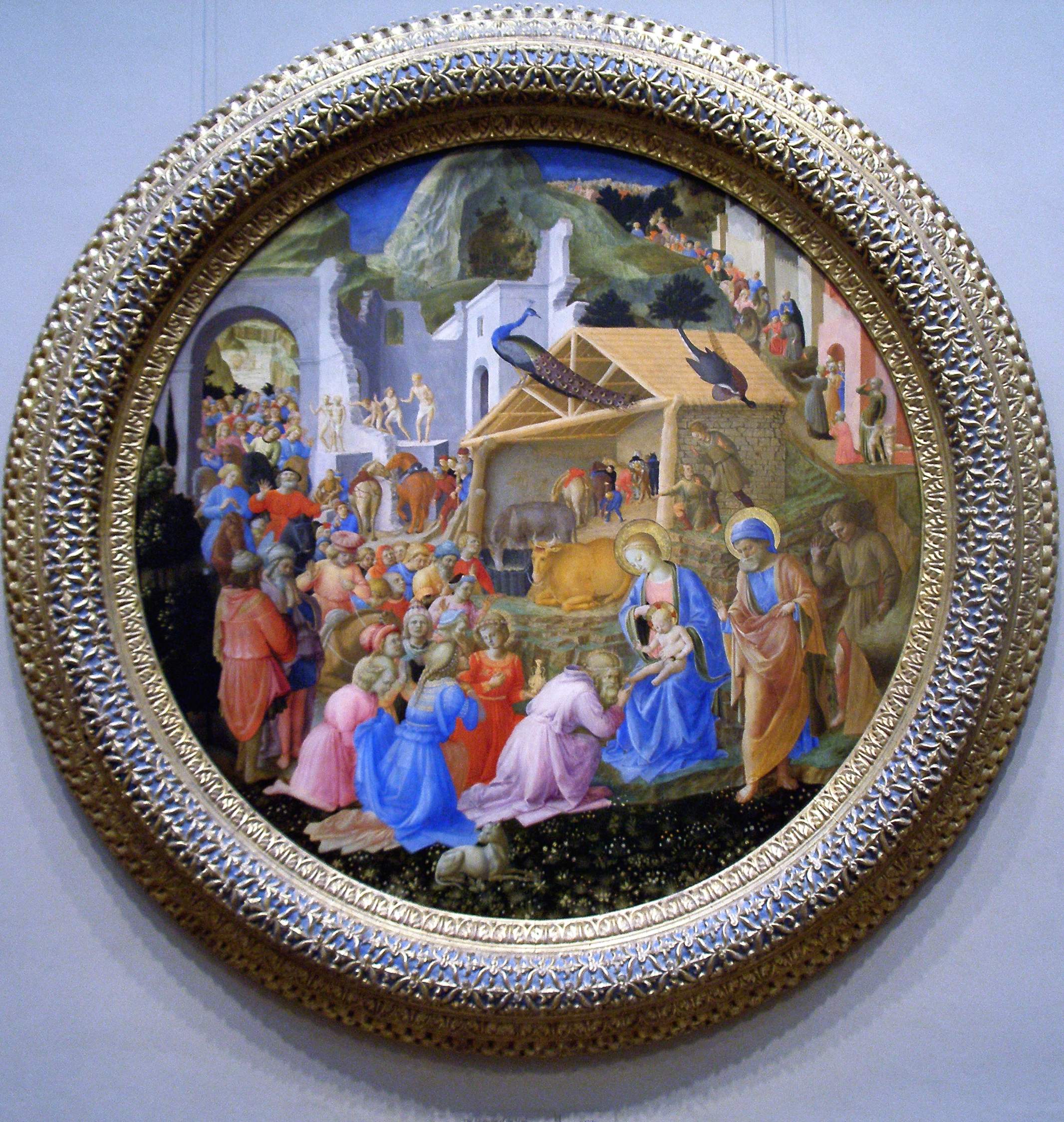
Le Tondo Cook di Filippo Lippi o Beato Angelico.
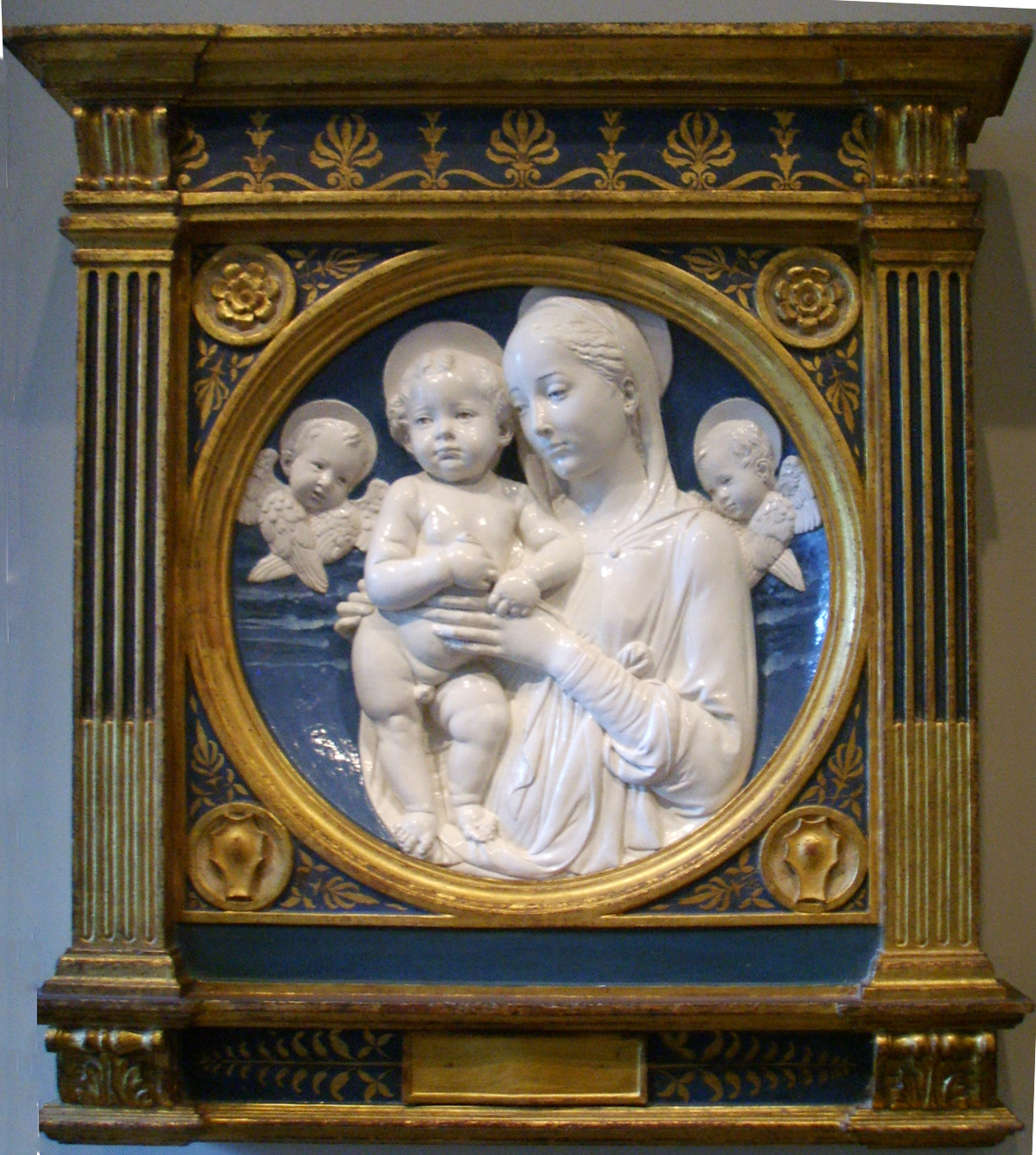
Bassorilievo terracotta invetriata di Andrea della Robbia.
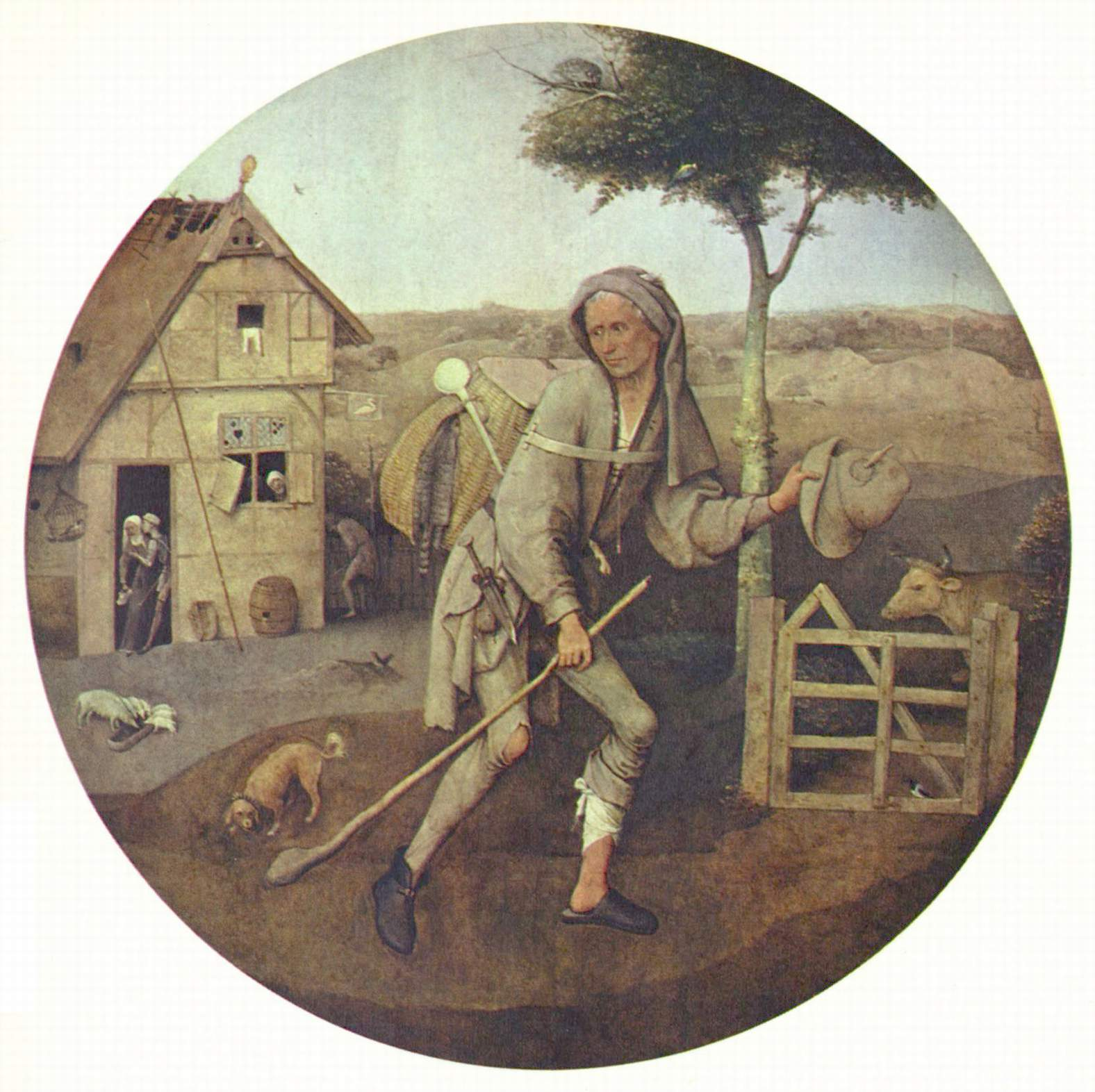
Il figliol prodigo Hieronymus Bosch.
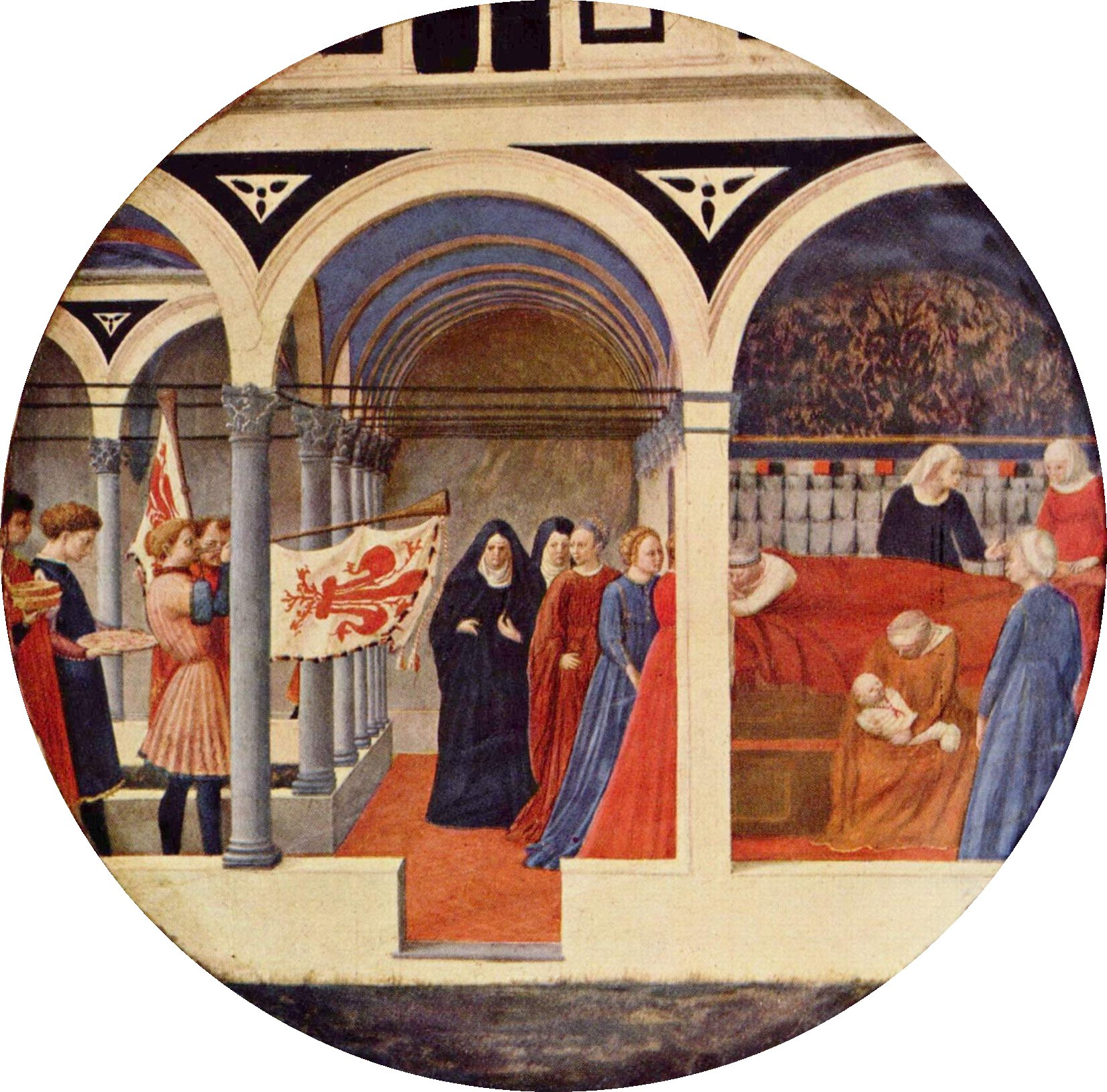
Desco da parto Masaccio.
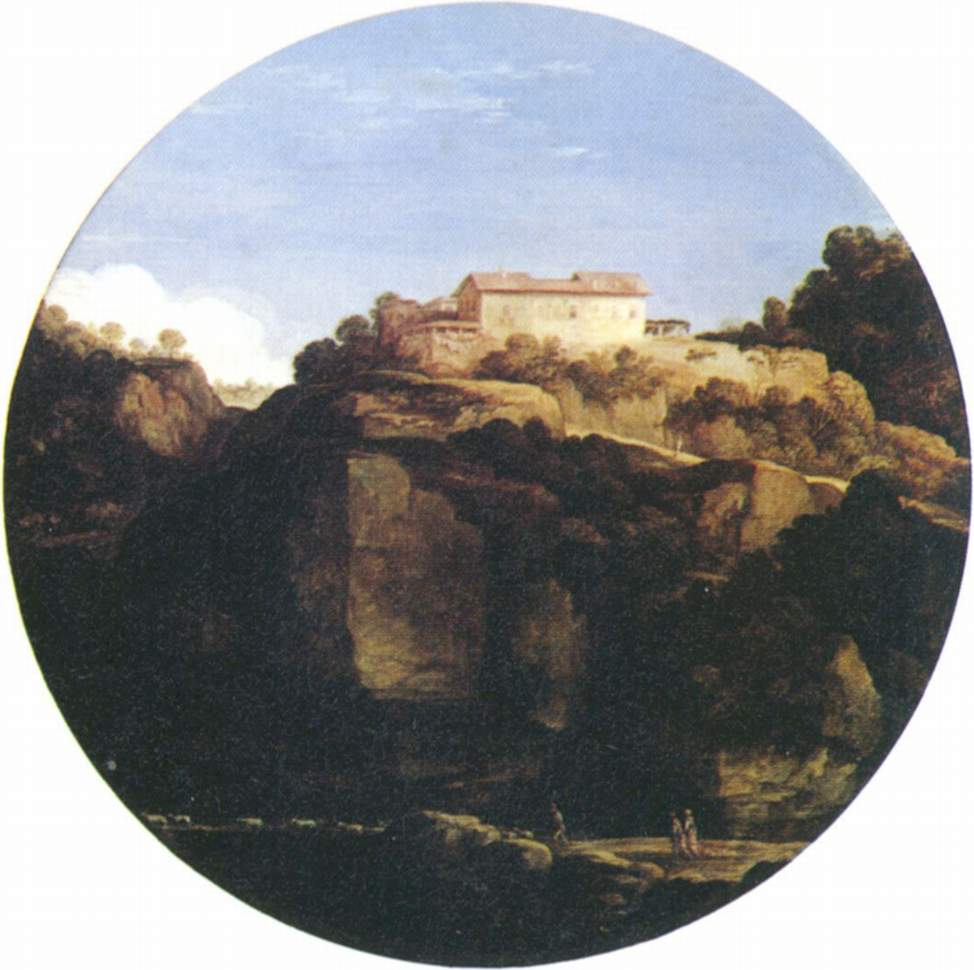
Paesaggio di Gottfried Wals.